# Thesium rostratum
Espèce
Classification APG III (2009)
Statut de conservation UICN

 EN  : En danger
Thesium rostratum, appelé communément thésium rostré, est une espèce de plante européenne de la famille des Santalaceae.

## Description
Thesium rostratum est une plante herbacée vivace à feuilles caduques qui atteint une hauteur de 20 à 30 centimètres. En tant qu'organe de survie, il possède un rhizome ligneux à partir duquel il forme des tiges, mais il n'a pas de stolons. Les tiges ne sont pas ramifiées. Les feuilles de la tige sont droites et nerveuses.
La période de floraison s'étend de mai à juillet. Au sommet de l'inflorescence en grappe se trouve une « touffe de feuilles » sans fleurs. Il n'y a qu'une seule feuille sous les fleurs. Les fleurs hermaphrodites sont de symétrie radiale et quintuple. La couverture florale est enroulée vers le milieu au moment de la fructification, puis deux à trois fois plus longtemps que les fruits presque assis, presque sphériques, semblables à des baies, juteux, jaune citron.

## Répartition
Thesium rostratum se situe principalement en Europe centrale, en particulier dans les Alpes orientales et les Préalpes. L'aire de répartition s'étend vers l'ouest jusqu'à la Suisse orientale (par exemple dans les environs de Zurich), vers le nord jusqu'au Danube près de Ratisbonne et vers la République tchèque, vers l'est jusqu'à la Carinthie et vers le sud jusqu'à la province autonome de Bolzano et au sud des Alpes.
Thesium rostratum se développe mieux dans les sols calcaires très meubles. Il est présent des étages collinéen et montagnard des Alpes, rarement à une altitude de 1 500 m. Il habite les forêts de pins pierreux et au moins temporairement sèches et claires ainsi que les landes alpines naines ; lorsque ces biotopes se trouvent secondairement à basse altitude, cette espèce peut également être sur du gravier morainique, par exemple. Elle se tient également sur les bancs de gravier des rivières au pied des Alpes (par exemple du Lech et de l'Isar), dans certains cas même jusqu'à leur embouchure dans le Danube.

## Écologie
Thesium rostratum est une plante géophyte. Elle est une plante hémiparasite : les racines du Thesium pénètrent dans les racines des plantes hôtes à l'aide de l'haustorium.